# 平鉴
平鉴，字明达，燕郡蓟（今北京）人。北齐官员。

## 家世
燕郡平氏出自战国时期的韩国，有韩国公子被封在平邑，后代即以地名为氏姓。平鉴祖父平延，北魏安平太守。父平胜，安州刺史。

## 生平
平鉴自幼聪敏，从徐遵明、杨文懿受学，虽是儒生，却有豪侠之气。北魏孝昌（525—528年）末年，盗贼蜂起，平鉴见天下将乱，于是前往洛阳，与慕容俨为友，两人以教人骑马射箭为业。平鉴手巧，每在夜里则胡画，卖画以供应衣食。他对宗亲道：“运有污隆，乱极则治。并州戎马之地，尔朱王命世之雄，杖义建旗，奉辞问罪，劳忠竭力，今也其时。”遂率家族宗人投奔尔朱荣于晋阳，上陈静乱安民之策。尔朱荣大为惊奇，即署任为参军前锋，随军征讨巩、密，每阵先登。以军功除抚军将军、襄州刺史。
高欢在信都起兵反尔朱氏时，平鉴又弃官从襄州归附高欢。高欢对平鉴道：“日者皇纲中弛，公已早竭忠诚。今尔朱披猖，又能去逆从善。摇落之时，方识松筠。”恢复他襄州刺史官职。高澄辅政，封西平县伯，迁任怀州刺史。平鉴在怀州西方的故轵关道筑城以防御西魏，不久西魏将军杨摽来攻，当时由于是新筑之城，粮食军械还未聚集，城中又缺水，守军大为恐惧。南门内有一井，水已被打干，平鉴身穿官服俯井而祷告，一夜之后井水涌出，士气大振，魏师败还。平鉴以功进位开府仪同三司。迁任扬州刺史。平鉴妻子生男，他欢喜醉酒，擅自撤免境内的囚犯，放跑关中宇文周的细作二人。醒后大惊，上表自劾。文宣帝高洋原谅了他，又赏赐他犊百头、羊二百口、酒百石，以贺生子之喜。
武成帝高湛即位后，和士开权倾朝野，令人求取平鉴爱妾刘氏，平鉴立即送上门，他无奈的对人解释道：“老公失阿刘，与死何异。要自为身作计，不得不然。”由是除齐州刺史。
平鉴做过八州刺史，河清二年（563年）又回到怀州为官，怀州官员为了纪念他，给他立碑颂德。
平鉴后卒于都官尚书，赠司空，谥号曰“文”。
平鉴之子秘书郎平子敬，是个无赖，奸淫之事，禽兽不如。隋开皇中，为晋州行参军，被并州总管秦王杨俊所杀。孙偃师令平直容，曾孙平贞昚，唐中宗时期任太子左庶子，因节愍太子李重俊之祸，被贬为涪州刺史、卢州司马。终于常州刺史。

## 延伸阅读
[在维基数据编辑]
 《北齊書·卷26》，出自李百药《北齊書》
 《北史·卷055》，出自李延壽《北史》